# Gyil

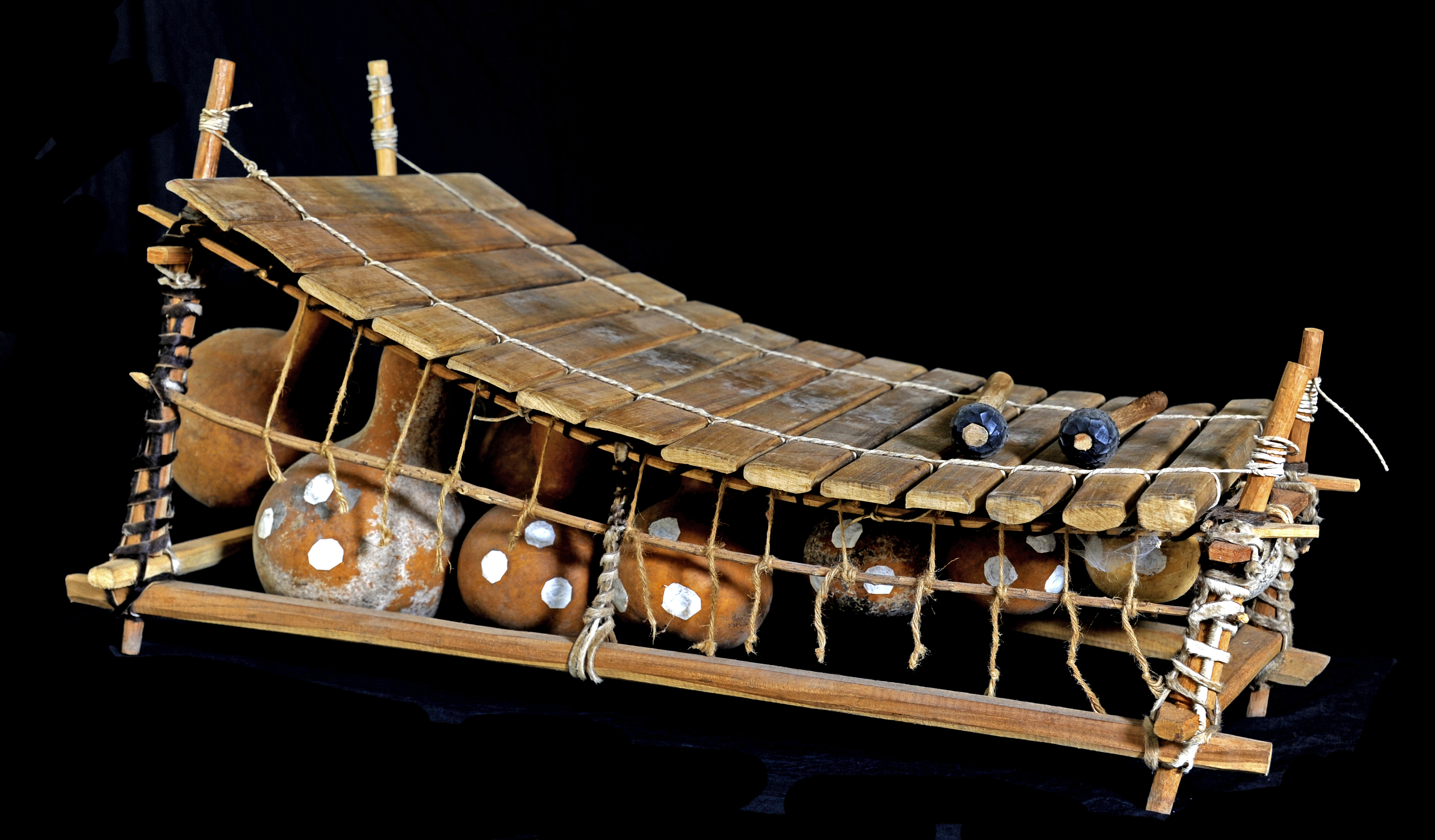
Un gyil vu de côté.

Le gyil (prononcer 'dʒɪlə'  ou 'dʒiːl') est un instrument à percussion pentatonique, utilisé par des populations du Ghana, du Burkina Faso et de Côte d'Ivoire. Le gyil appartient à la famille des xylophones. Il est le premier instrument des ethnies de langue dagaare, (Nord du Ghana et du Burkina Faso), et des Lobi du Ghana, du sud du Burkina Faso, et de Côte d'Ivoire. 

## Facture

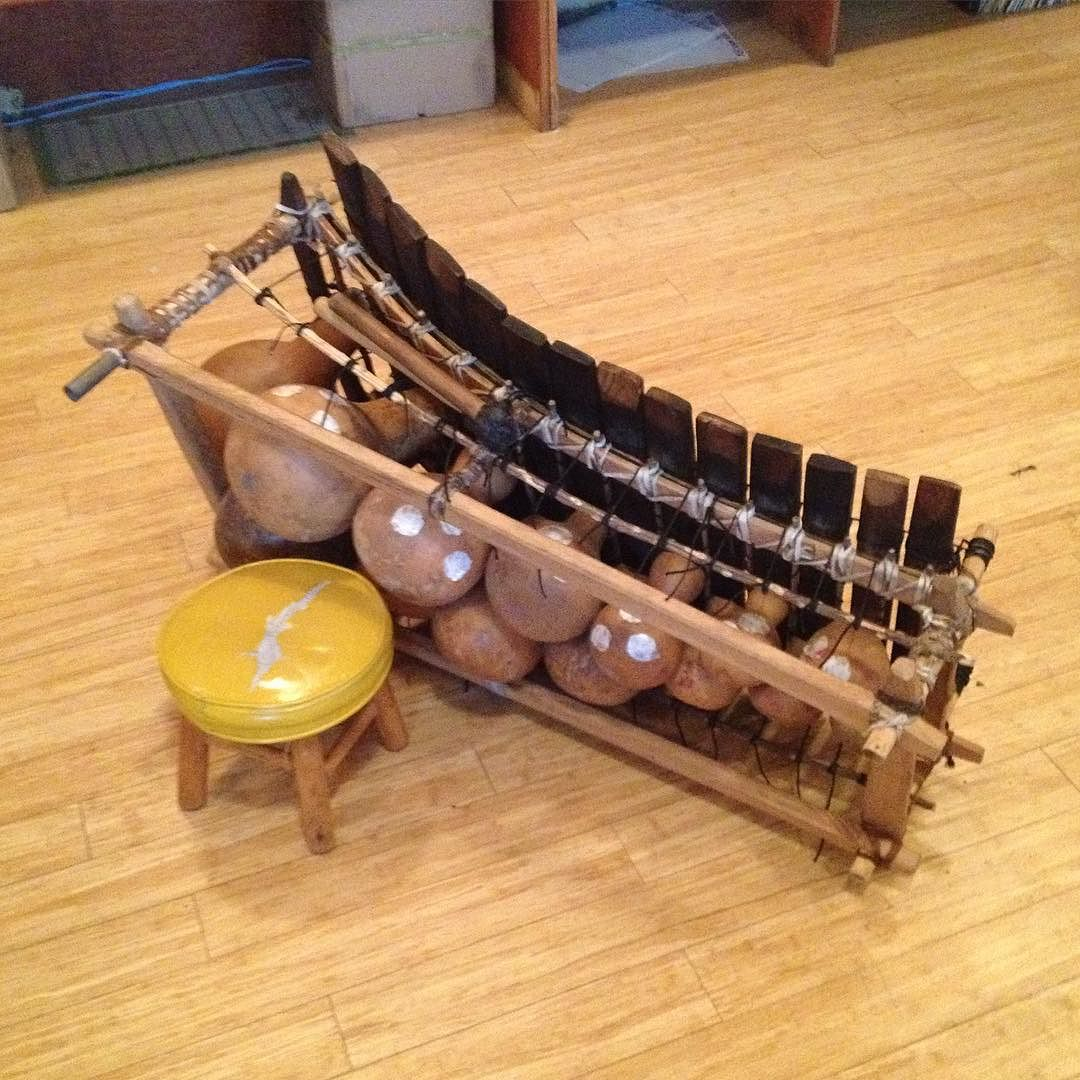
Un gyil vu de dessous.

Il est fabriqué à la manière du balafon utilisé par les Bambara de langue mandé et dioula, et les Sosso (sud du Mali et ouest du Burkina Faso), dont la musique est proche de celle pratiquée au nord de la Côte d'Ivoire.
Le gyil est formé de 14 lames de bois fixées sur un support, et sous lesquelles de petites calebasses ont été accrochées en guise de résonateur. Le timbre particulier de ces xylophones est dû à une membrane positionnée sur chaque calebasse. 

## Jeu
Le gyil est souvent joué par paires, accompagnée par une calebasse appelée kuor, mais il arrive qu'il se joue seul avec un tambour. L'instrument est joué en frappant les lames avec deux maillets. Bien qu'il soit joué principalement par des hommes, dont l'apprentissage s'effectue souvent jeune, les femmes elles aussi peuvent en jouer.